# Callogobius andamanensis
Callogobius andamanensis är en fiskart som beskrevs av Menon och Chatterjee, 1974. Callogobius andamanensis ingår i släktet Callogobius och familjen smörbultsfiskar. Inga underarter finns listade.